# 马苏阿塔省
馬蘇阿塔省（發音：[maˈðuata]）是太平洋島國斐濟的14個省份之一，位於該國北部島嶼瓦努阿島東北部，面積2,004平方公里，佔全島面積四成。
2007年人口72,441，是人口第4大省份，超過四分之一人口居住在首府兰巴萨。
16°26′S 179°22′E / 16.433°S 179.367°E